# Epoca de gheață
Epoca de gheață (în engleză Ice Age) este un film american de animație pe computer creat de Blue Sky Studios și distribuit de 20th Century Fox. Este regizat de Carlos Saldanha și Chris Wedge după un scenariu de Michael J. Wilson și Michael Berg. Povestea filmului urmărește trei mamifere paleolitice care încearcă să ducă un copil rătăcit părinților săi. În film interpretează (voce) Ray Romano, John Leguizamo, Denis Leary și Goran Visnjic. Premiera românească a avut loc pe 25 octombrie 2002, în varianta subtitrată, filmul fiind distribuit de InterComFilm Distribution și Euro Entertainment Enterprises.